# Teodora de Jazaria
Teodora de Jazaria (en griego medieval: Θεοδώρα τῶν Χαζάρων) fue emperatriz bizantina consorte por su matrimonio con el emperador romano de Oriente Justiniano II, siendo su segunda mujer tras Eudoxia. Era hermana de Busir, khagan de los jázaros.

## Matrimonio político
Justiniano II había subido al trono por primera vez en el año 685. Diez años después, en el 695, fue depuesto por un golpe de Estado dirigido por el estratego Leoncio. A Justiniano le cortaron la nariz y se le exilió en Quersoneso, en la península de Crimea. Aquí permaneció siete años sin ningún incidente aparente. Sin embargo, los rumores de que el emperador depuesto estaba planeando su restauración llamaron la atención de las autoridades de la ciudad, quienes decidieron arrestarlo y enviarlo a Constantinopla, entregando su destino al sucesor de quien le expulsó, Tiberio III. No obstante, Justiniano, en cambio, consiguió escapar de sus captores y buscó refugio en la corte de Busir, en el pueblo de los jázaros.
Busir dio la bienvenida al exilio y formó una relación familiar con Justiniano al casarlo con su hermana, cuyo nombre original se desconoce, en el año 703. Teodora fue su nombre de bautismo y marcó su conversión al cristianismo calcedonio. El nombre fue probablemente elegido para evocar recuerdos de Teodora, emperatriz y esposa de Justiniano I. Busir proporcionó a la pareja fondos y una casa en Fanagoria (península de Tamán).
Tiberio III tuvo constancia de dicha alianza matrimonial, y de las consecuencias funestas que podría tener, y trató de sobornar a Busir para que le entregara a cambio de la cabeza de Justiniano. Según la crónica de Teófanes el Confesor, cerca del año 704 Busir envió a dos agentes para asesinar a su cuñado, Balgitzin y Papatzys. Teodora se dio cuenta de su misión y advirtió a su esposo con anticipación, lo que le permitió estrangular a ambos hombres y navegar en un bote de pesca de regreso al thema de Querson.
Teodora quedó bajo la custodia de su hermano. Se considera que su único hijo conocido, Tiberio, nació en algún momento durante la separación de sus padres, lo que indica que Teodora estaba embarazada antes de la fuga.

## Emperatriz de Bizancio
En el año 705, Justiniano formó una nueva alianza, esta vez con Tervel, kan de Bulgaria. Con un ejército de 15 000 jinetes proporcionados, Justiniano avanzó repentinamente sobre Constantinopla y logró entrar en la ciudad, deponiendo a Tiberio III y recuperando el trono. Teodora era pues la nueva emperatriz consorte, pero todavía estaba bajo la custodia de su hermano.
Según la crónica de Teófanes y el Chronographikon syntomon  del patriarca Nicéforo de Constantinopla, Justiniano planeaba recuperar a su esposa por la fuerza. Entre los años 705 y 706, un destacamento de la armada imperial fue enviado al mar de Azov para escoltar a Teodora de regreso a Constantinopla, pero la flota se hundió por una tormenta antes de llegar a su destino.
Busir escribió a su cuñado y le informó que la guerra era innecesaria. Era libre de reclamar a Teodora tan pronto como envió emisarios para escoltarla y, según Teófanes, también informó a Justiniano de la existencia de su hijo, Tiberio. Theophylaktos, un cubiculario, fue enviado para traerlos de regreso a Constantinopla sin más incidentes. Teodora fue coronada Augusta y Tiberio fue proclamado coemperador para asegurar sus derechos de sucesión.

## Deposición
Durante su segundo reinado, Justiniano demostró ser despiadado en su búsqueda de venganza contra los partidarios de Leoncio y Tiberio III. El creciente descontento por su duro gobierno conduciría a más conflictos por el trono. En 711, comenzó una nueva revuelta en Querson bajo el mando del general exiliado Filípico Bardanes, y Busir, cuñado del ahora emperador bizantino, prestó su apoyo a los rebeldes.
Justiniano estaba ausente de Constantinopla, en tierras de Armenia, cuando comenzó la revuelta y no pudo regresar a la capital a tiempo para defenderla. Fue detenido y ejecutado fuera de la ciudad en diciembre de 711, y su cabeza fue enviada a Filípico como trofeo. Al enterarse de la noticia de su muerte, Anastasia, la madre de Justiniano, se marchó con su nuera Teodora y el pequeño Tiberio a la antigua basílica de Santa María, muy cerca de la residencia real del Palacio de Blanquerna. Los soldados de Filípico persiguieron a Teodora, Anastasia y al pequeño Tiberio hasta el recinto. Anastasia suplicó a los hombres que no mataran a su nieto, pero el joven fue arrancado por la fuerza del altar y ejecutado, a pesar de sus protestas. Teófanes el Confesor describe al niño cogido en la mesa del altar y a su madre en la puerta de rodillas ante los esbirros, y como después Tiberio fue degollado en el borde de la próxima muralla de la ciudad. Con el asesinato del pequeño se erradicaba así la dinastía heracliana.
No está claro el destino de Teodora después de estos acontecimientos, pues Teófanes y Nicéforo no vuelven a nombrarla en sus relatos. Por su parte, el historiador Juan Zonaras presumió que ya estaba fallecida, pero su relato fue escrito cuatro siglos después de los hechos y la veracidad fáctica de su declaración es discutible. A diferencia de otras emperatrices, no se menciona ninguna tumba para ella y se desconoce el año y la forma de su muerte.